# Парадокс толерантності
Парадо́кс толера́нтності — логічний парадокс, який виникає, коли особа має толерантність щодо нетерпимості, а, отже, підтримує другу. Таким чином надмірно толерантна особа буде вважатися не толерантною, в той час як необмежено толерантне суспільство, його здатність бути толерантним, зрештою стирається нетолерантними. 
Парадокс був вперше описаним австрійським філософом Карлом Поппером у 1945 році, висловлюючи парадоксальну думку, що «аби підтримувати толерантне суспільство, суспільство повинно бути нетерпимим до нетерпимості». Парадокс толерантності є важливою концепцією для роздумів про те, які межі можна чи потрібно встановлювати свободі слова.[джерело?]

## Дискусії

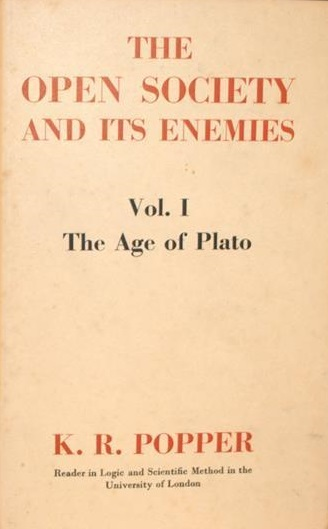
Частина 1 праці The Open Society and Its Enemies Карла Поппера, опублікована 1945 року

Філософ Карл Поппер дав визначення парадоксу у 1945 році у 1-й частині своєї праці «The Open Society and Its Enemies» (у нотатці 4 до Глави 7).

Менш відомим є парадокс толерантності: необмежена толерантність повинна призвести до зникнення толерантності. Якщо ми розширимо необмежену толерантність навіть до тих, хто нетерпимий, якщо ми не готові захищати толерантне суспільство проти натиску нетерпимих, то толерантність буде знищено, разом із толерантністю до них. — У цій формуляції я не маю на увазі, наприклад, що ми завжди повинні придушувати висловлювання нетерпимих філософій; до тих пір, поки ми можемо протидіяти їм раціональними аргументами і тримати їх під контролем громадської думки, придушення, безумовно, було б нерозумним. Але ми повинні вимагати права придушувати їх у разі такої необхідності у тому числі й силою; бо може легко виявитися, що вони не готові зустрітися з нами на рівні раціонального аргументу, а натомість відхиляють усі наші доводи; вони можуть заборонити своїм послідовникам слухати раціональні аргументи, оскільки вони оманливі, і навчити їх відповідати на аргументи за допомогою кулаків чи пістолетів. Тому ми повинні стверджувати, в ім'я толерантності, право не терпіти нетерпимість.

У 1971 р. філософ Джон Роулз у своїй книзі Теорія справедливості робить висновок про те, що справедливе суспільство повинне терпіти нетерпимість, бо в іншому випадку суспільство тоді було б нетерпимим і, таким чином, несправедливим. Однак Роулс також наполягає, як і Поппер, на тому, що суспільство має розумне право на самозбереження, яке витісняє принцип толерантності: «Хоча нетерпима секта сама по собі не має права скаржитися на нетерпимість, її свободу слід обмежувати лише тоді, коли толерантні щиро і з розумом вважають, що їхня власна безпека та безпека інститутів свободи знаходяться під загрозою».
У праці 1997 року Майкл Вальцер задає запитання: «Чи слід терпіти нетерпимість?» Він стверджує, що більшість релігійних груп меншин, які є бенефіціарами толерантності, самі є нетерпимими, принаймні в деяких аспектах. В умовах толерантного режиму такі люди можуть навчитися терпіти або принаймні поводитись так, «ніби вони володіють цією чеснотою».

### Терпимість та свобода слова
Парадокс терпимості є важливим для обговорення того, які, якщо такі є, межі слід встановити на свободу слова. Поппер стверджував, що дозволити свободу слова тим, хто буде використовувати її для усунення самого принципу, на який вони покладаються, є парадоксальним. Розенфельд у свою чергу заявляв: «Суперечливим є поширення свободи слова на екстремістів, котрі… якщо це вдасться, безжально придушують свободу слова тих, з ким вони не згодні», і зазначачає, що західноєвропейські демократії та США мають протилежні підходи до питання терпимості мови ворожнечі.
Критика насильницької нетерпимості до випадків мови ворожнечі характерна для дискурсної етики, розробленої Юрґеном Габермасом та Карлом Отто Апелем.